# Ruby Hill
Ruby Hill é uma cidade fantasma no condado de Eureka, estado de Nevada, nos Estados Unidos. Fica a 4,2 km oeste da sede do condado. Em 1910, a vila foi destruída por uma forte tempestade que destruiu a linha férrea e outros edifícios e deixou a vila quase abandonada.

## História
Em 1865, um índio mostrou uma rocha mineral a Owen Farell, M. G. Cough, e Alonzo Monroe. Aqueles homens olharam para a rocha e imediatamente reconheceram que deveria haver mais rochas como aquela. Por dez dólares, eles pediram-lhe para mostrar onde é que ele tinha achado a rocha. Após ter recebido o pagamento, o índio levou-os para um lugar a poucas milhas a oeste da vila de Eureka. Neste lugar, a noroeste da Montanha Prospect, foram fundadas as minas de Buckeye e Champion Nos inícios da década de 1870, surgiu uma vila mineira, o seu nome deve-se ao fa(c)to de ter ali sido  descoberta de Ruby Silver ou pirargirita e tornou-se conhecida por "Ruby Hill": Foi construída uma estação de correios e os serviços de correio iniciaram-se em 23 de setembro de 1873 e foram até ao seu fecho em 30 de novembro de 1901. A vila foi servida pela linha de ferro e a rota do comboio foi denominada depois de Ruby Hill. O comboio transportava minério produzido na mina para os fundidores em Eureka.
Ruby Hill faz parte do condado de Eureka. Este condado foi criado em 1873 através de parte do condado de Lander. Fica situada no meio do estado de Nevada. Antes da criação do condado, os habitantes da vila de Eureka tinham de viajar ao condado de Lander para resolver qualquer assunto de negócios.
A vila de Ruby Hill atingiu o seu boom por volta de 1878 e a população da localidade terá atingido os 2.500 habitantes. A maioria dos residentes eram mineiros e respetivas famílias. A vila tinha um centro animado com muitas lojas, escolas, igrejas, um teatro, uma cervejaria e uma tipografia, os primeiros exemplares do jornal Mining Report foram produzidas. Mais tarde o nome do jornal passou a ser Mining News. Em 1880, a população de Ruby Hill tinha baixado e em 1885 apenas se mantinham 700 pessoas. Elas permaneceram e continuaram até finais do século XIX. Os mineiros foram capazes de arrendar terra e procurar minério. Alguns deles tiveram a sorte de encontrar um veio de minério que tinha sido deixado intocável.
Nos inícios do século XX a população da vila era pouca e apenas havia ali três negócios. Em 1910, uma enorme tempestade produziu enormes danos, levando consigo a linha férrea e vários edifício. Como resultado, a maioria dos seus habitantes abandonaram a vila.
O campo mineiro esteve ativo durante muitos anos e produziu cerca de 200.000 dólares, A localização inicial foi nas minas Cow e Calf descobertas em 1871. O distrito mineiro de Ruby Hill Mining foi organizado oficialmente em julho de 1872.
Em 1880 algumas minas foram reabertas, mas não foi um sucesso, pois em 1885 só havia 2 residentes, apesar de tudo manteve-se a exploração mineira até 1928. A maioria das minas ficam ficavam localizadas no cimo das montanhas e o acesso era muito difícil.
Na atualidade vários edifícios mantêm-se em pé em Ruby Hill, mas apenas dois são anteriores a 1906, a maioria foi destruído pela tempestade de 1910. É um local fascinante para visitar, mas é necessário autorização por parte do proprietário.